# Darja Mychajlovová
Darja Mychajlovová (ukrajinsky Дар'я Михайлова; * 29. dubna 1989, Bachmač) je ukrajinská běžkyně na dlouhé tratě. Na Letních olympijských hrách 2020, které se konaly v japonském Tokiu, startovala v maratonu žen.

## Život
V roce 2016 se zúčastnila půlmaratonu žen na mistrovství Evropy v atletice v nizozemském Amsterdamu. Skončila na 54. místě.
V roce 2017 reprezentovala Ukrajinu na mistrovství světa v atletice, které se konalo v Londýně ve Velké Británii, kde skončila na 44. místě.
Na mistrovství Evropy v atletice 2018, které se konalo v Berlíně, skončila v maratonu žen na 25. místě.
V roce 2019 startovala v závodě seniorek na mistrovství světa IAAF v krosu konaném v dánském Aarhusu, kde skončila na 24. místě a v témže roce vyhrála Balkánské mistrovství v půlmaratonu konané v ukrajinském Kyjevě. V roce 2019 startovala také v závodě žen na Evropském poháru v běhu na 10 000 m.
V roce 2020 zvítězila v závodě žen na půlmaratonu v Granollers, a v témže roce skončila na 9. místě v Londýnském maratonu 2020.